# Kendra Zanotto
Kendra Zanotto, née le 30 octobre 1981 à Los Gatos, est une pratiquante de natation synchronisée américaine.

## Carrière
Kendra Zanotto participe à l'une des deux épreuves de natation synchronisée aux Jeux olympiques d'été de 2004 à Athènes. Elle est médaillée de bronze en ballet avec Anna Kozlova, Alison Bartosik, Rebecca Jasontek, Tamara Crow, Sara Lowe, Lauren McFall et Stephanie Nesbitt.